# نادي الحسين (الأردن)

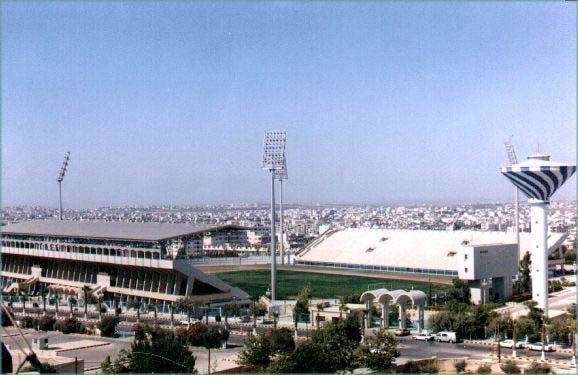
صورة لملعب الحسن في إربد (مقر النادي)

نادي الحسين الرياضي هو نادي رياضي تأسس عام 1964 في مدينة إربد، يلقب "بالنادي الملكي" ويعتبر من الأندية الفعالة والتي تمارس العديد من الرياضات، مثل كرة القدم، كرة السلة وكرة اليد، إلى جانب الانشطة الثقافية والاجتماعية، وقد ظهر فريق الكرة عام 1975 واستقر في الدرجة الممتازة عام 1975 ولم يهبط منذ ذلك التاريخ حتى عام 2012 حيث هبط ثم عاد لدرجة المحترفين. حقق نادي الحسين بطولة الدوري الأردني للمحترفين عام 2024 لأول مره في تاريخه.

## تاريخ تأسيس النادي
عندما كانت الحركة الرياضية في محافظة إربد في حالة ركود بعد إغلاق مجموعة اندية بين عام 1953 و 1963 بدأ التفكير لدى مجموعة من معلمي التربية الرياضية وآخرين مهتمين بالعمل التطوعي لتأسيس نادي في مدينة إربد على غرار النادي العربي الوحيد في إربد في تلك الفترة وعليه قامت هذه المجموعة في عام 1963 بتقديم طلب إلى وزارة الداخلية (الجهة الرسمية المخولة بمنح تراخيص الأندية في تلك الفترة لعدم وجود وزارة شباب) لتأسيس النادي وكان هذا الطلب بتوقيع كل من السادة: محمد حلمي عبد الهادي، وعصام إرشيدات، وهاني بدوان القطاني، وجمال خليل خوري، وفهد قاقيش وتوفيق قاسم حتاملة وكون هذا الطلب قدم من موظفي الدولة تم رفضه لعدم جواز تأسيس نادي من قبل عاملين في السلك الحكومي تم تقديم الطلب مرة أخرى ممهورا بتوقيع الشخصيات التالية والذين أصبحوا الهيئة التأسيسية للنادي وهم السادة: راجي عبد المهدي الشمايلة، ونعيم عبد القادر التل، وجوزيف جريس نصراوي، ونبيه النابلسي، وكمال السالم حجازي والدكتور براثر بركات وقد أرفقوا بطلبهم نظاما أساسيا للنادي وفعلا وبعد تدخل من سيادة الشريف ناصر بن جميل رئيس اللجنة الأولمبية آنذاك لدى وزير الداخلية تمت الموافقة على تأسيس نادي في مدينة إربد يحمل اسم ملك البلاد الملك الحسين عام 1964م.

## ألعاب النادي
يمارس النادي حاليا عدة رياضات وهي كرة القدم، كرة اليد وكرة السلة……

## سجل بطولات النادي
- بطولة دوري المحترفين: 2

2025,2024
- درع الاتحاد الأردني: 3

1994، 2003، 2005.
- كأس السوبر الأردنية: 3

2025,2024,2003.
- كأس الاتحاد الآسيوي:
- 2005: ربع النهائي
- 2024: دور الـ 16
- ’’’دوري كرة اليد الاردني: 3

1976 , 1978 , 2007
- كأس السوبر الاردني لكرة اليد: 3

```
2016
```

- كأس الأردن لكرة اليد نظمي السعيد: 1

2001

## قائمة اللاعبين
ملاحظة: تشير الأعلام إلى المنتخب بحسب قواعد الأهلية المعتمدة من قبل الفيفا؛ تنطبق بعض الاستثناءات المحدودة. وقد يحمل اللاعبون أكثر من جنسية لا تعترف بها الفيفا.
| الرقم | البلد  | المركز | اللاعب                |
| ----- | ------ | ------ | --------------------- |
| 1     | الأردن | حارس   | مصطفى أبو مسامح       |
| 2     | الأردن | مدافع  | عامر علي              |
| 3     | الأردن | مدافع  | علاء حريما            |
| 4     | الأردن | مدافع  | نزار الرشدان          |
| 5     | الأردن | وسط    | عدي رمضان             |
| 6     | الأردن | مدافع  | محمود البشتاوي        |
| 8     | الأردن | وسط    | سامر رجا              |
| 9     | الأردن | مهاجم  | بلال الداوود          |
| 10    | الأردن | وسط    | سليمان عبيدات         |
| 11    | الأردن | مهاجم  | امية المعايطة         |
| 12    | الأردن | وسط    | عدي ارقيبات           |
| 14    | الأردن | وسط    | محمد علاونه (الكابتن) |
| 15    | الأردن | وسط    | عمار أبو عليقة        |
| 16    | الأردن | مهاجم  | خالد ذيابات           |
| 24    | الأردن | وسط    | عبدالله دعوس          |

| الرقم | البلد      | المركز | اللاعب          |
| ----- | ---------- | ------ | --------------- |
| 25    | الأردن     | وسط    | نزار الرشدان    |
| 28    | ساحل العاج | مدافع  | ديمبا           |
| 33    | كرواتيا    | مدافع  | ادمير ماليتش    |
| 40    | الأردن     |        | غيث والببة      |
|       | الأردن     | حارس   | محمود الكواملة  |
|       | الأردن     | حارس   | حمزة الحفناوي   |
|       | ليبيريا    | مدافع  | باتريك          |
|       | الأردن     | مدافع  | تركي البشتاوي   |
|       | الأردن     | وسط    | معاذ محمود مصلح |

## الموظفين الفنيين
| العمل                        |                  |
| ---------------------------- | ---------------- |
| مدير تنقيذي 2018- 2019       | منصور حتاملة     |
| مدير تنفيذي 2019-2021        | أحمد جمال الجراح |
| مدير تنفيذي 2021- لغاية الان | منصور حتاملة     |
| مدرب التشكيلة الأساسية       | بلال اللحام      |
| مساعد المدرب                 | ماجد السقار      |
| مدرب حارس المرمى             | عمر دويكات       |
| المدير العام                 | داوود الحوراني   |

المصدر: [بحاجة لمصدر]

## قائمة المدربين
| - نزار أشرف (2007-2008) - أسامة قاسم (2008-2010) - راتب الداود (2010-2011) - جبار حامد (2010-2011) - حسام الموصلي (2011) - محمود أبو عابد (2011) - أسامة قاسم (2011-2013) - مارينكو كولجانين (2013) - محمد عظيمة (2013-2015) - أسامة قاسم (2015) - إسلام ذيابات (2015-2016) | - عيسى الترك (2016) - بلال اللحام (2016-2017) - ماهر البحري (2017) - بلال اللحام (2018) - ماجد الصقار (2018-2019) - عثمان الحسنات (2019-2020) - فاليريو تيتسا (2021-2022) - أحمد هايل (2023) - جواو موتا (2023-2024) - جمال محمود (2024-2025) - كيم ماتشادو (2025-) |  |

## الرعاية
- مجموعة الكردي
- شركة رويال اوكس للتطوير العقاري
- تيراكو[6]

## وصلات خارجية
- Al Hussein Club website
- nationalfootballteams.com